# Eduard Brunner
Eduard Brunner (Basilea, 14 luglio 1939 – Monaco di Baviera, 27 aprile 2017) è stato un clarinettista svizzero.

## Biografia
Eduard Brunner ha iniziato la sua formazione musicale a Basilea (Svizzera) dove è nato, proseguendo gli studi al Conservatorio di Parigi con Louis Cahuzac. Per trent'anni è stato il primo clarinetto dell'Orchestra sinfonica della radio bavarese di Monaco e in seguito è stato professore di clarinetto e musica da camera presso la Hochschule für Musik und Darstellende Kunst di Saarbrücken (Germania).
I suoi impegni concertistici come solista e in gruppi da camera lo hanno portato in giro per il mondo ed ha partecipato spesso a festival musicali a Lockenhaus, Vienna, Mosca, Varsavia, Schleswig-Holstein e Berlino, tra gli altri. Ha anche intrapreso numerose Master Class in diversi paesi e ha una vasta discografia di oltre 250 opere per Clarinetto. Ha curato e registrato le opere complete di Carl Stamitz e Ludwig Spohr per clarinetto.
Era un eminente musicista che ha influenzato vari artisti e ha suonato alle premiere di una serie di opere che sono diventate parte del repertorio per clarinetto, come opere di Helmut Lachenmann, Isang Yun, Edison Denisov, Jean Françaix, Gia Kancheli, Krzysztof Meyer, tra gli altri.
Morì il 27 aprile 2017 all'età di 77 anni.